# Franz Ferdinand Fritz

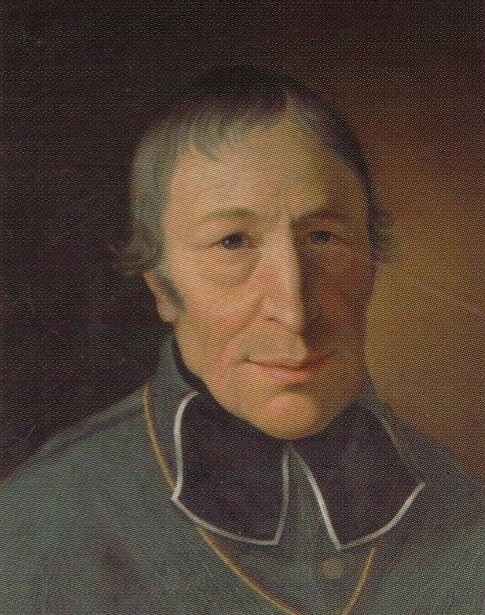
Franz Ferdinand Fritz

Franz Ferdinand Fritz (* 31. März 1772 in Hildesheim; † 6. September 1840 ebenda) war von 1836 bis 1840 Bischof von Hildesheim.

## Benediktiner, Pädagoge, Generalvikar
Franz Ferdinand Fritz war Hildesheimer. Das Abitur legte er am Gymnasium Josephinum ab. Als Siebzehnjähriger trat er 1789 in die Benediktinerabtei St. Godehard ein und absolvierte ein Ordensstudium. Am 3. April 1796 empfing er die Priesterweihe und wirkte danach als Religionslehrer an verschiedenen Hildesheimer Schulen.
Das Jahr 1803 brachte mit dem Reichsdeputationshauptschluss das Ende der alten Reichskirche. Das Hochstift Hildesheim und das Godehardskloster wurden aufgehoben. Fritz wurde neben Hermann Held zweiter Pastor an der nunmehrigen Pfarrkirche St. Godehard. 1814 wechselte er wieder ganz in den Schuldienst und übernahm die Leitung der Hildesheimer Normalschule.
Am 1. Juli 1828 wurde das Domkapitel Hildesheim nach zwei Jahrzehnten des Übergangs neu errichtet, und Fritz wurde als einer der sieben Domkapitulare berufen. Der im Jahr darauf gewählte erste Bischof nach der Säkularisation Godehard Joseph Osthaus ernannte Fritz 1834 zu seinem Generalvikar. Als Osthaus im folgenden Jahr starb, wurde Fritz zunächst zum Kapitularvikar, 1836 dann zum neuen Bischof gewählt. Die Bischofsweihe durch den Osnabrücker Weihbischof Carl Anton Lüpke erfolgte am 11. September 1836.

## Bischof
Den Hildesheimer Bischofsstuhl hatte Franz Ferdinand Fritz nur vier Jahre inne. In dieser Zeit war sein Hauptanliegen die äußere Organisation und das innere Zusammenwachsen des neuen Bistumsgebiets zwischen Nordsee und Werra. 1838 setzte er eine Dekanatsordnung in Kraft und verordnete regelmäßige Dekanatskonferenzen als Foren der Begegnung und des pastoralen Austausches. Persönlich wird Fritz als schlicht und aller Prachtentfaltung abgeneigt beschrieben.